# Royal Daring Club
Der Royal Daring Club ist ein belgischer Sportverein aus dem Brüsseler Stadtteil Molenbeek. Der Club mit den schwarz-rot gestreiften Trikots und schwarzen Shorts gehörte zu den Pionieren des belgischen Fußballs. Heute existiert nur noch die Hockey- und Tennissektion.

## Fußball

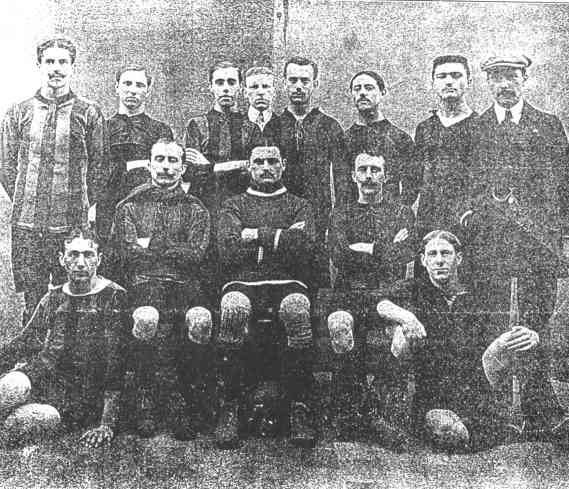
Meistermannschaft 1911/12

Der Daring Football Club wurde 1895 von Studenten gegründet und trat 1897 als Daring Club de Bruxelles dem belgischen Fußballverband bei. 1900 fusionierte man mit dem Bruxelles Football Club zu Daring Bruxelles Football Club, nahm aber nach zwei Jahren erneut den Namen Daring Club de Bruxelles an, nachdem der Club auch mit Sporting Molenbeek und Skill FC fusioniert hatte. 1903 schloss sich auch noch der Verein US Bruxelles an. In diesem Jahr erreichte Daring die erste Liga und wurde zum Lokalrivalen für Union Saint-Gilloise. Seit 1920 durfte er sich Daring Club de Bruxelles Société Royale nennen und führte die Stammnummer zwei. 1950 änderte sich der Name noch einmal in Royal Daring Club de Bruxelles und 1970 schließlich in Royal Daring Club Molenbeek.
Kurz vor dem Zweiten Weltkrieg wurde Daring beschuldigt, einen Spieler von Union bestochen zu haben. Der Club wurde in die dritte Liga relegiert, konnte aber durch eine Vereinbarung mit Union Hutoise in der zweiten Liga spielen. Nach 1950 spielte Daring nur noch die Rolle einer Fahrstuhlmannschaft zwischen erster und zweiter Liga, erreichte zwei Mal auch den europäischen Messepokal. 1969 folgte der letzte Abstieg. Als Zweitligist stand der Club 1970 noch einmal im Pokalfinale. 1973 erfolgte die Fusion mit Racing White zum Racing White Daring Molenbeek, dessen Nachfolgeverein FC Brüssel nach der Zweitligasaison 2013/14 aufgrund finanzieller Probleme nicht mehr am Spielbetrieb teilnimmt.
Erfolge
- Belgischer Fußballmeister: 1912, 1914, 1921, 1936, 1937
- Belgischer Fußballpokalsieger: 1935

## Hockey
| Europapokalbilanz Herren Feld |                    |        |       |             |
| Jahr                          | Wettbewerb         | Niveau | Platz | Ort         |
| 2015                          | Euro Hockey League | 1      | 4     | Bloemendaal |

Der rund 500 Mitglieder zählende Royal Daring Tennis Hockey Club Molenbeek erfuhr in den letzten Jahren einen Aufschwung. Nach fast 30 Jahren Unterklassigkeit stieg der Verein zur Saison 2011/12 wieder in die höchste belgische Liga, der Division Honneur, auf. 1922 wurde Hockey beim Royal Daring Club eingeführt. Nach dem Zweiten Weltkrieg hatte Daring im Hockey mit dem Gewinn zahlreicher nationaler Titel seine Glanzzeit.
Der Hockeyplatz vom Royal Daring Club befand sich früher direkt nordwestlich des Edmond-Machtens-Stadion des Vereins. Die heutige Anlage Stade Pévenage befindet sich rund 800 Meter weiter nördlich an der Avenue de Cháteau. Ein Kunstrasenplatz, ein Aschenplatz, sowie ein Hockeykunstrasenkleinfeld und vier Tennisplätze stehen dem Verein zur Verfügung, wobei durch die fortschreitende Gewichtung des Clubs zum Hockey das Hockeykleinfeld aus drei vorher existierenden Tennisplätzen gebildet wurde.
Der Verein unterhält fünf Herren- und drei Damenteams. Weiter existieren vier Veteranenmannschaften und 23 Jugendteams. In der Saison 2014/15 nimmt der Daring Club erstmals an der Euro Hockey League teil.
Erfolge
- Belgischer Feldhockeymeister der Herren: 1946, 1947, 1948, 1949
- Belgischer Feldhockeypokalsieger der Herren: 1943, 1949, 1950, 1952, 1954, 1955, 1963

## Weblink
- Offizielle Website